# Mühlbach (Loisach, Eschenlohe)
Der Mühlbach ist ein rechter Zufluss der Loisach bei Eschenlohe in Oberbayern.

## Geographie
Er entspringt südlich von Eschenlohe am Rand des Pfrühlmooses größtenteils aus den Karstquellen der Sieben Quellen, die als besonders wertvolles Geotop ausgezeichnet wurden. Er verläuft Richtung Norden nach Eschenlohe, wo er von rechts und weniger als einen halben Kilometer vor der von derselben Seite kommenden und größeren Eschenlaine in die Loisach mündet.